# 오가사와라 아리사
오가사와라 아리사(일본어: 小笠原 亜里沙 おがさわら ありさ[*], 1980년 9월 30일 ~ )는 일본의 성우, 내레이터, 배우. 도쿄도 출신. 극단 히마와리 소속.

## 주요 출연작

### 애니메이션
- D.Gray-man - 루루 벨
- STAR DRIVER 빛의 타쿠토 - 밀레이느 아라곤
- 공각기동대 STAND ALONE COMPLEX - 칸자키 레이코
- 기동전사 건담 00 - 소마 필리스, 마리 파파시, 오렌지 하로
- 대 에도 로켓 - 오리쿠
- 데빌맨 레이디 - 니노미야 치에
- 사쿠라코 씨의 발밑에는 시체가 묻혀 있다 - 이이쨩의 엄마, 동생
- 성전 케르베로스 용각의 파타리테 - 토미테
- 울프스 레인 - 체자
- 카우보이 비밥 - 파오 메이파
- 킴 파서블 - 킴 파서블
- 테일즈 오브 베스페리아 ~The First Strike~ - 히스카 아이히프
- 팬티 & 스타킹 with 가터벨트 - 아나키 팬티
- 하나마루 유치원 - 카코가와 선생님
- 히어로맨 - 홀리 존스

### 외화 더빙
- 린제이 로한 전담
  - 조지아 룰 - 레이철 윌콕스
  - 퀸 - 로라
  - 퀸카로 살아남는 법 - 케이티 헤론
  - 프리키 프라이데이 - 애나 콜먼/테스 콜먼
- 낸시 드류 - 낸시 드류(엠마 로버츠)
- 아메리칸 뷰티 - 젠 버넘 (도라 버치)
- 아이칼리 - 셸비 막스/토리 베가(빅토리아 저스티스)
- 어카운턴트 - 다나 커밍스(애나 켄드릭)
- 열두 명의 웬수들, 열두 명의 웬수들 2 - 로레인 베이커(힐러리 더프)
- 인현왕후의 남자 - 최희진(유인나)
- 장화, 홍련 - 배수연(문근영)
- 매치스틱 맨 - 안젤라(앨리슨 로먼)
- 사랑따윈 필요없어 - 류민(문근영)
- 스파이더맨 3 - 그웬 스테이시(브라이스 댈러스 하워드)
- 캐리어스 - 케이트(에밀리 반캠프)
- 퍼펙트 맨 - 홀리 해밀튼(힐러리 더프)
- 페노미나 - 소피(페데리카 마스트로이아니)
- 프리티 리틀 라이어스 - 아리아 몽고메리(루시 헤일)
- 프릭스 - 애슐리 파커(스칼렛 요한슨) ※ 도쿄 버전